# Cantonul Lyon-IX
Cantonul Lyon-IX este un canton din arondismentul Lyon, departamentul Rhône, regiunea Rhône-Alpes, Franța.